# Laboratório de Modelação de Agentes
O Laboratório de Modelação de Agentes (LabMAg) é uma Unidade de Investigação e Desenvolvimento sediada na Faculdade de Ciências da Universidade de Lisboa. Dedica-se ao estudo de modelos computacionais de agentes em variadas áreas da Inteligência Artificial.
O LabMAg é ainda uma das instituições fundadoras do Instituto das Ciências da Complexidade.